# Tijana Bogdanović
Tijana Bogdanović (in serbo Тијана Богдановић?; Kruševac, 5 maggio 1998) è una taekwondoka serba.

## Palmarès
Giochi olimpici
- Argento a Rio de Janeiro 2016 (cat. 49 kg)
- Bronzo a Tokyo 2020 (cat. 49 kg)

Mondiali
- Bronzo a Čeljabinsk 2015 (cat. 49 kg)

Campionati europei
- Oro a Montreux 2016 (cat. 49 kg)
- Bronzo a Kazan 2018 (cat. 53 kg)

Giochi europei
- Argento a Baku 2015 (cat. 49 kg)